# 303
سنة 303 م (بالأرقام الرومانية: CCCIII) كانت سنة بسيطة تبدأ يوم الجمعة (الرابط يظهر نموذج الجدول الزمني الكامل للسنة) من التقويم اليولياني. بدأت تسمية السنة ب303 منذ العصور الوسطى المبكرة، عندما أصبح تقويم أنو دوميني هو الأسلوب السائد في أوروبا لتسمية السنوات.

## مواليد
- ماغننتيوس

## وفيات
- تساو هوان
- سانت ريس
- فيكتور موريس
- مارسيانا الموريتانية